# 軽井沢スノーパーク
軽井沢スノーパーク（かるいざわすのーぱーく）は、群馬県吾妻郡長野原町北軽井沢にあるスキー場である。
リゾートホテル・ゴルフ場を併設したファミリー向けのスキー場で、雪上ドッグランでは愛犬と雪遊びを楽しめる。日本最大級のスノーチュービングは、大人から子供まで楽しめる人気のアクティビティである。
2015年12月23～25日の3日間、ももいろクローバーZがゲレンデでコンサート「ももいろクリスマス2015 〜Beautiful Survivors〜」を開催した。
2016年12月20日にミキハウス子育て総研が運営する「ウェルカムファミリーのスキー場」の第1号スキー場に認定された。

## ゲレンデ
- アゼリアコース 上級 コブ斜面
- ベリーコース 中上級
- キャベツコース 上級 320m 最大斜度19度 常設ポールバーンあり
- ディアコース 初中級 980m 最大斜度16度 平均8度
- エッグコース 初級
- ファミリーコース 初級
- チュービングコース
- ちびっこゲレンデ(そりゲレンデ)

## 施設
- ペアリフト3基
- スノーエスカレーター
- スノーチュービング
- 雪上ドッグラン
- レストラン「ネージュ」
- レンタルコーナー

## グリーンシーズン
夏季はキャンプ場として、ドッグラン、子供広場などの営業がある。

## 交通
- 鉄道
  - 北陸新幹線軽井沢駅から無料送迎バスあり（予約制）
- 自動車
  - 上信越自動車道碓氷軽井沢インターチェンジより約30km

## 沿革
- 1997年（平成9年） - 鹿島建設の大規模リゾート開発計画「浅間スポーツアリーナ」構想の第1期計画でプレジデントリゾート軽井沢（ホテル・ゴルフ場）が開業。
- 1999年（平成11年） - 第2期計画でプレジデントリゾート軽井沢スノーパーク開業[2]。「浅間スポーツアリーナ」構想はここで頓挫する。